# Henry Corbin

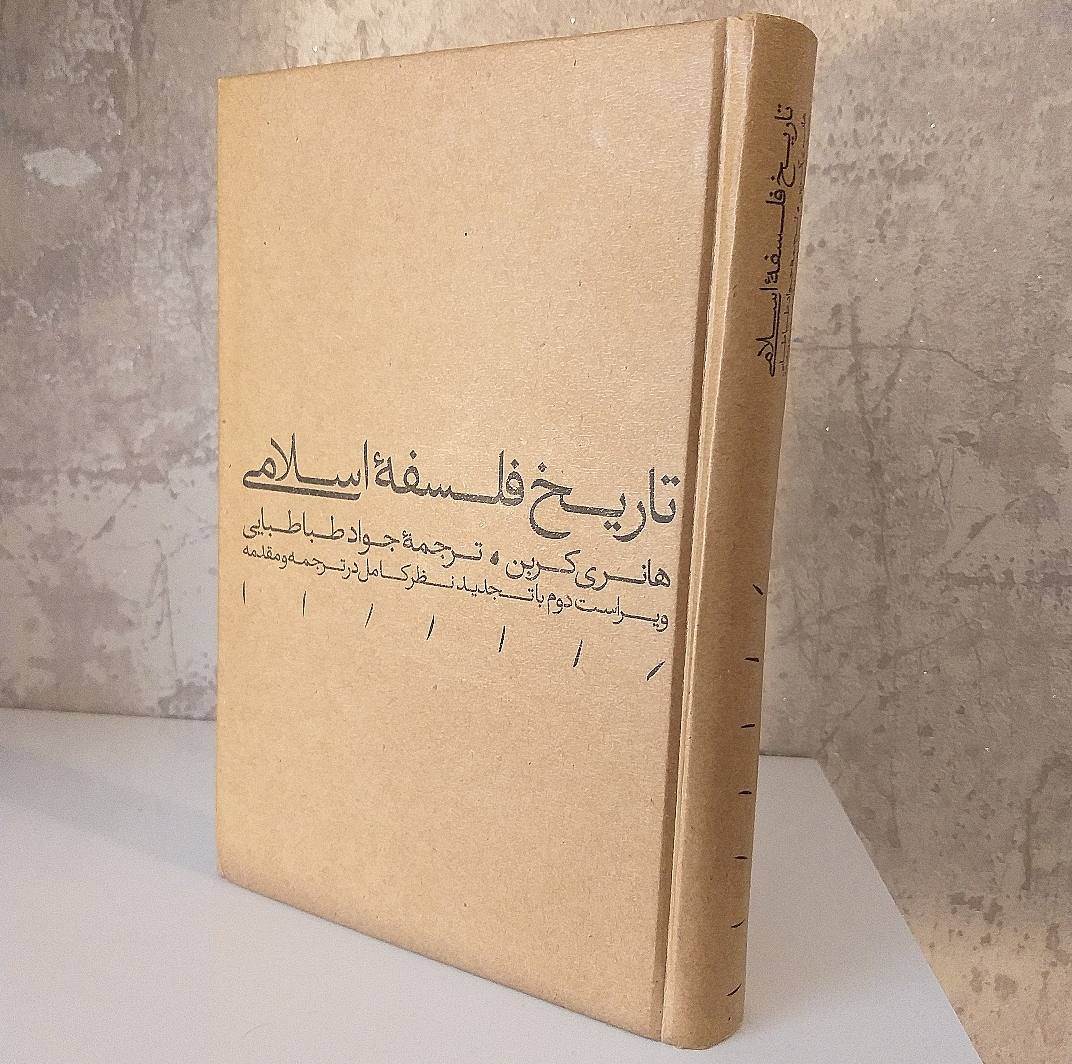
Edició en àrab de Histoire de la philosophie islamique.

Henry Eugène Corbin (París, 14 d'abril de 1903-7 d'octubre de 1978) fou un filòsof francés i un estudiós de l'islam, famós per haver aproximat l'obra de Heidegger a França i per la seva divisió de la filosofia islàmica en tres períodes: 1) l'edat d'or de l'islam, 2) la filosofia dels segles xiv a xix i 3) la filosofia contemporània. Destacà les influències del misticisme anterior en la religió musulmana i la importància de la imaginació creadora, enfront del racionalisme occidental, com a tret distintiu d'aquest pensament. Va ser un dels primers i principals estudiosos occidentals de l'islam xiïta, particularment de l'àrea iraniana, i de l'islam esotèric, místic o «gnòstic».